# Plåtslagare

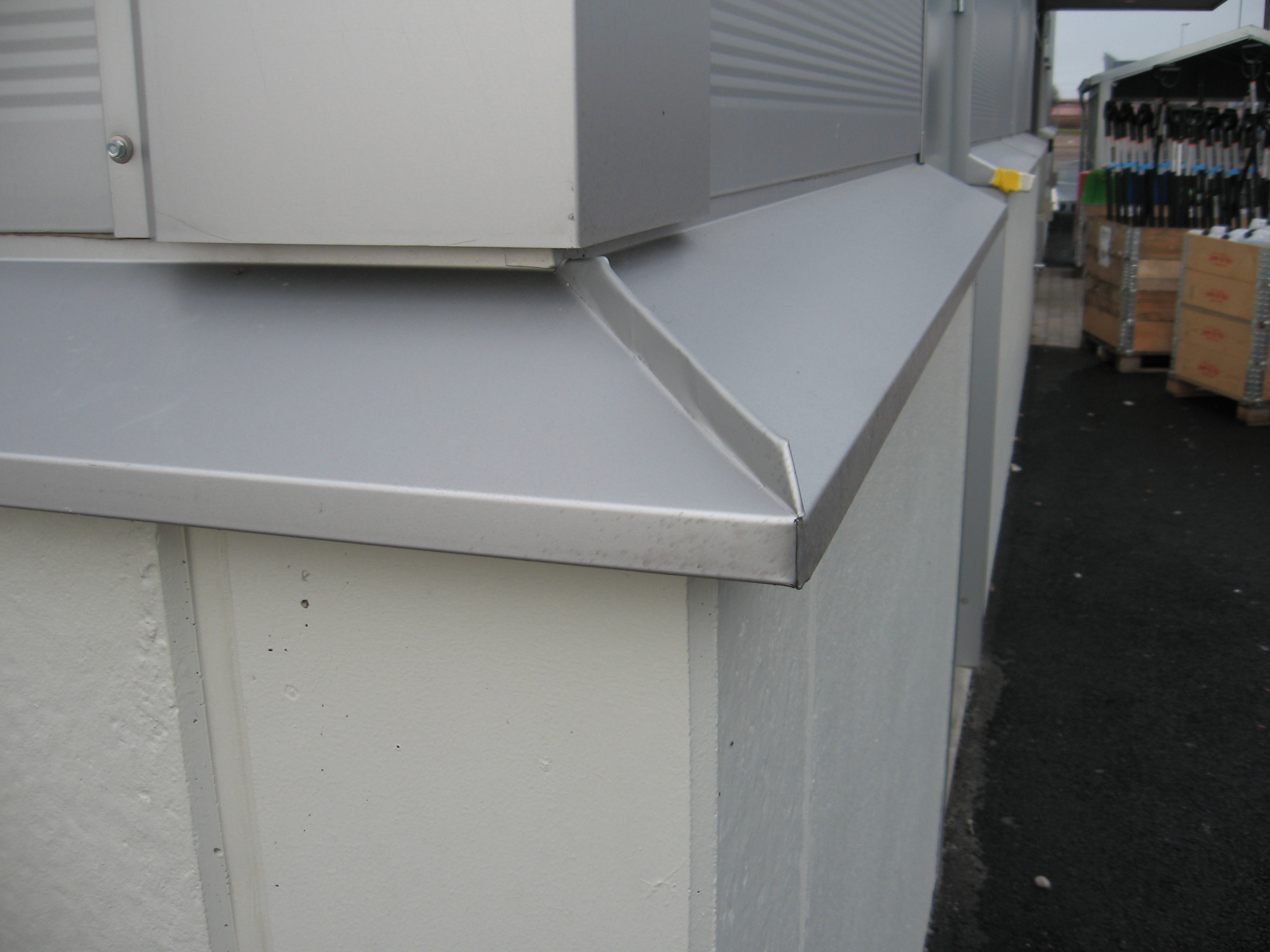
Plåt på en husfasad

En plåtslagare är en person som arbetar med plåt, ofta till eller på byggnader och dylikt. Kallsmide kan ingå.
För att utbilda sig till plåtslagare kan man gå gymnasieskolans Bygg- och anläggningsprogram, inriktning plåtslageri. Efter utbildningen färdigutbildas man i företag, och efter ett slutprov får man ett så kallat yrkesbevis. Plåtslagare är ett bristyrke. Arbetsmarknadsprognoser (2020) pekar på att det saknas cirka 2.000 plåtslagare i Sverige. Det finns därför mycket stora möjligheter till arbete direkt efter gymnasieutbildningen till plåtslagare.
Det finns flera sorters plåtslagare.

## Byggnadsplåtslagare

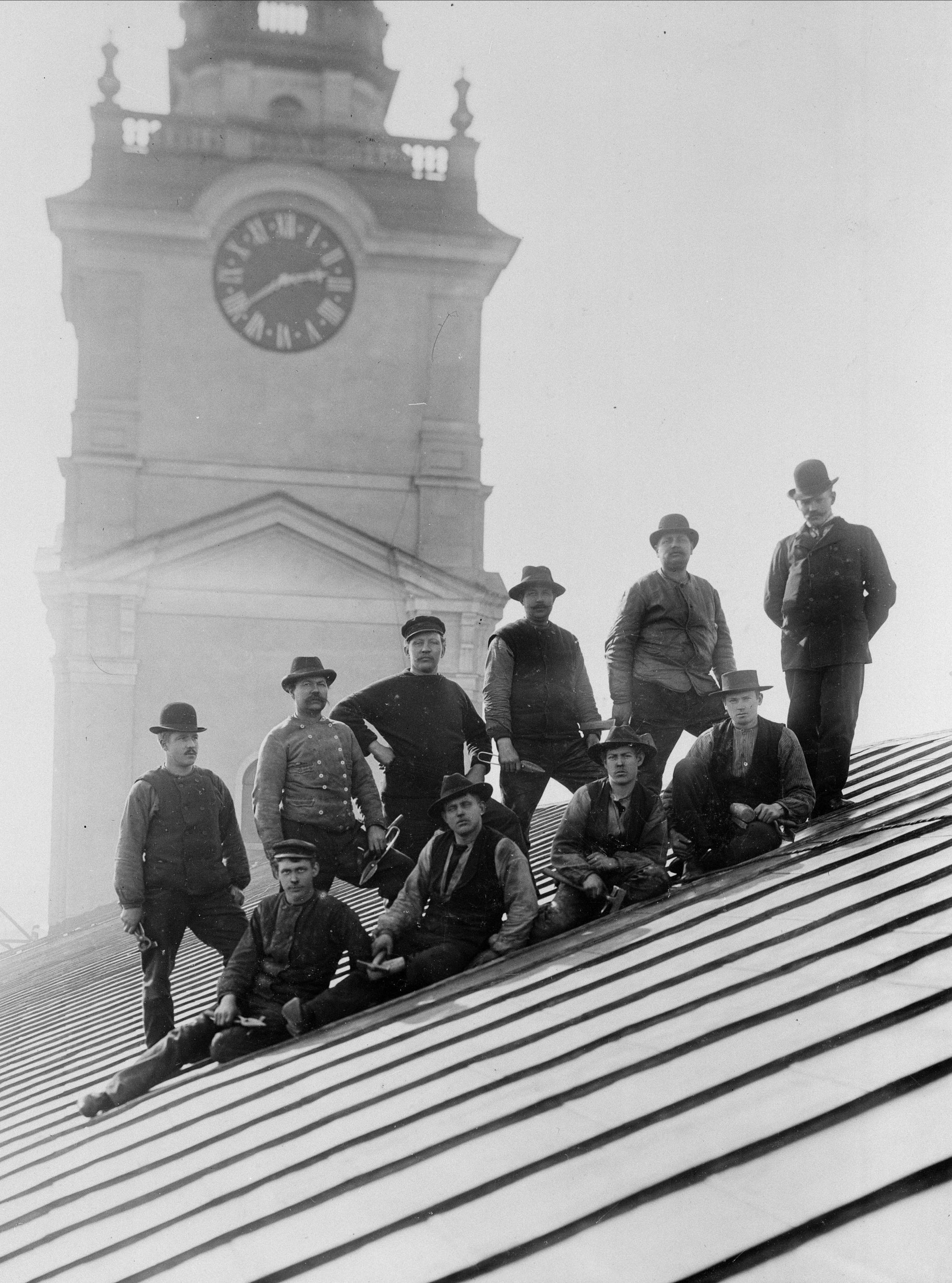
Byggnadsplåtslagare på taket till Storkyrkan i Stockholm, 1903.

En byggnadsplåtslagare klär byggnaders tak och fasader med plåt samt monterar hängrännor och stuprör. Arbetet ute på byggarbetsplatsen varvas med bearbetning av plåten i verkstadsmiljö. Målning eller snöskottning av taken kan också ingå i arbetet, liksom tilläggsisolering.

## Grovplåtslagare
En grovplåtslagare formar och monterar detaljer av grovplåt, balk och liknande. Grovplåtslagare arbetar vid smidesverkstäder, fartygsbyggen, med tillverkning och resande av stålkonstruktioner med mera. Innan de svetsade stålkonstruktionernas tid var nitning och diktning vanliga arbetsuppgifter. Numera ingår ofta även svetsning. Särskilt när svetsning ingår kallas yrket ofta numera för smed och grovplåtslagare.

## Ventilationsplåtslagare
En ventilationsplåtslagare installerar ventilationssystem i byggnader vilket innebär montering av kanaler, fläktar och aggregat, både fabrikstillverkat och egentillverkat i verkstaden. Service och underhåll samt funktionskontroller ingår också i arbetet.

## Flygplansplåtslagare
Flygplansplåtslagare arbetar med underhåll, tillsyn och reparationer av flygplan, helikoptrar och flygplansmotorer samt med nytillverkning av flygplan och flygmotorer.